# Alterazione genetica
Alterazione genetica è un  film del 1988, diretto da Jon Hess ed interpretato da Corey Haim, Michael Ironside, Barbara Williams e Lala Sloatman. Il film è basato sul romanzo Mostri di Dean R. Koontz.

## Trama
Presso i laboratori Banodyne, un laboratorio di ricerca, si verifica un'esplosione che provoca un vasto incendio. Un golden retriever fugge dal laboratorio e si nasconde nei boschi inseguito da un mostro mutato noto come OXCOM (Outside Experimental Combat Mammal). Il cane riesce a sfuggire alla creatura e si nasconde in una stalla, dove in quel momento si trovano Travis Cornell con la sua ragazza Tracey. Sentiti dei rumori, i ragazzi sospettano che si tratti del padre di Tracey e Travis se ne va. Tracey scopre la creatura e urla spaventata, attirando l'attenzione di suo padre che viene attaccato ed ucciso. Lungo la strada di casa, Travis trova il cane nel retro del suo furgoncino e, resosi conto che è straordinario, decide di tenerlo. Nel frattempo, un agente della NSO di nome Lem Johnson viene inviato dalla società Banodyne per recuperare i due animali.
La mattina dopo, Nora, la madre di Travis, informa il figlio che c'è stato un incidente e che Tracey è in ospedale. Travis e sua madre corrono in ospedale, ma l'agente Johnson e il suo partner non permetteranno loro di vedere la ragazza. Travis entra nella stanza di Tracey solo per scoprire che è completamente vuota. Gli uomini affermano che la ragazza è stata trasferita in un altro reparto. Travis è perplesso sul motivo per cui gli uomini fossero armati e vorrebbe seguirli una volta che lasciano l'ospedale, ma sua madre si rifiuta di farlo. A casa, Nora scopre che Travis ha portato a casa un cane e permette al figlio che tenerlo quando il ragazzo gli mostra che si tratta di un cane dotato di un elevato livello di intelligenza. Mentre fa il bagno al cane, Travis vede la sigla "GH3" tatuata sull'orecchio dell'animale e conclude che si tratta di un cane da ricerca, il che spiegherebbe il suo intelletto superiore. Il ragazzo decide di chiamare il cane Geronimo.
Nel frattempo, l'OXCOM attacca ed uccide un vecchio pescatore. Sospettando che Travis possa aver trovato il cane, l'agente Johnson passa da casa del ragazzo per fargli delle domande ma in casa trova solo un amico di Nora intento a ripararle la lavatrice. Il cane, spaventato, fugge di casa e raggiunge Travis a scuola dove dimostra dove digita "D ANG ER NSO" ("PERICOLO NSO") su un computer. Travis viene messo in punizione per aver portato un animale domestico a scuola ed è costretto a trattenersi a scuola per due ore dopo la chiusura. Nel frattempo, tre amici di Travis vengono assassinati nel bosco dall'OXCOM. La creatura rintraccia quindi il cane alla scuola, dove uccide un insegnante e un addetto alla manutenzione delle caldaie. Quest'ultimo, prima di essere attaccato, fa in tempo a telefonare allo sceriffo e ad avvisare che nella scuola sta succedendo qualcosa di strano. Lo sceriffo si reca sul posto con una sua collega, la quale viene aggredita ed uccisa dall'OXCOM. Lo sceriffo affronta l'agente Johnson, il quale, in un luogo appartato, racconta all'uomo che l'autore dei vari omicidi che stanno avvenendo nella città è una creatura frutto di un progetto scientifico andato storto. Poi, per evitare che lo sceriffo riveli a qualcuno la verità sulla faccenda, lo uccide senza pietà.
A casa di Travis, l'amico di famiglia informa il ragazzo e la madre che un uomo è passato poche ore prima chiedendogli se loro possedessero un cane. Travis, rendendosi conto che la NSO li sta cercando, sgattaiola fuori di casa ma sua madre riesce a fermarlo prima che possa scappare. Tornati dentro, trovano il loro amico morto. Corrono al piano di sopra con il cane e si chiudono in camera da letto. Nora salta dalla finestra sul tetto adiacente mentre Travis afferra un fucile da caccia prima di saltare anch'egli fuori dalla finestra. L'OXCOM li raggiunge e riesce a ferire Geronimo. Nora e Travis portano il cane da un veterinario. Notando il tatuaggio sull'orecchio del cane, il veterinario chiama le autorità. Travis se ne accorge e i tre lasciano l'ufficio del veterinario prima che possano arrivare gli agenti della NSO.
La mattina successiva, dopo che gli agenti li hanno rintracciati al motel in cui alloggiano, Nora crea un diversivo, consentendo a Travis e al cane di sfuggire agli agenti della NSO. Travis porta il cane nella vecchia capanna di suo padre nel bosco. Nora insiste che gli agenti della NSO le permettano di visitare Tracey. Sebbene Johnson affermi che la NSO stia proteggendo la ragazza, Nora si rende conto che Tracey viene tenuta prigioniera dalla NSO.
Scoperto dove si trova il ragazzo con il cane, gli agenti si dirigono sul posto portando le due donne per usarle come ostaggi. Travis lancia una molotov fatta in casa agli agenti della NSO, permettendo così alle due donne di correre nella cabina. L'agente Johnson spara contro di loro, ma viene fermato dal suo partner che si rifiuta di uccidere una donna e due ragazzi. Johnson rivela al suo partner di essere il risultato di un terzo esperimento segreto condotto ai Banodyne: un assassino geneticamente modificato senza coscienza; poi lo uccide. Travis viene poi aggredito da Johnson, che lo pugnala ad una gamba. Il cane salta attraverso la finestra e si avventa su Johnson, permettendo a Travis di pugnalarlo al collo. Johnson, ancora vivo nonostante la coltellata, si avvicina minaccioso verso il ragazzo ma viene ucciso a fucilate da Nora. Appena rientrati nella cabina, vengono attaccati dall'OXCOM. Travis ordina alla madre e a Tracey di fuggire dalla finestra, poi affronta la creatura lanciando verso di lei una molotov. L'OXCOM fugge di casa e attacca Nora. Geronimo si getta contro la creatura e inizia a lottare con lei. Travis spara all'OXCOM, il quale prende Geronimo e lo lancia contro il parabrezza del camioncino. Travis segue l'OXCOM nel bosco, dove lo trova ferito e singhiozzante. Travis non riesce a trovare la forza per finire la creatura, ma quando l'OXCOM lo attacca, il ragazzo è costretto ad ucciderlo. Tornato dalla madre e da Tracey, Travis scopre che Geronimo è ancora vivo ma ferito. Il gruppo se ne va a bordo del camioncino mentre la capanna brucia.

## Produzione
Paul Haggis venne inizialmente assunto per scrivere la sceneggiatura del film. Quando scoppiò lo sciopero della Writer's Guild, Haggis si rifiutò di continuare a scrivere durante lo sciopero. La sceneggiatura venne così riscritta dal produttore canadese Damian Lee e Haggis ottenne che il suo lavoro sulla sceneggiatura venisse accreditato come lavoro di Bill Freed.
Il ruolo di protagonista venne inizialmente offerto a Joey Cramer, il quale rifiutò per concentrarsi sul liceo.

## Distribuzione
Il film ha avuto una distribuzione limitata negli Stati Uniti ad opera della Universal Pictures nel dicembre 1988.
In Italia il film otterrà il visto della censura italiana solo il 23 maggio 1990 ed uscirà nelle sale cinematografiche il 13 giugno 1990.
È stato distribuito in VHS e LaserDisc dalla International Video Entertainment nel 1989.
L'Artisan Entertainment ha distribuito il film insieme al suo sequel Alterazione genetica II su DVD nel 2003. Il DVD è stato presentato senza funzionalità bonus e ora è fuori catalogo.

## Accoglienza

### Incassi
Il film ha incassato 940173 $ al botteghino statunitense.

### Critica
La ricezione critica per Alterazione genetica è stata per lo più negativa. Il critico cinematografico Leonard Maltin ha assegnato il film una stella e mezza su quattro, definendolo "terribile" ed ha criticato il mostro del film come "ridicolo".

## Riconoscimenti[8]
- 1990 - Saturn Award
  - Nomination Miglior attore emergente a Corey Haim
- 1990 - Fantasporto
  - Nomination Miglior film

## Seguiti
Nonostante non esistano dei sequel del romanzo di Koontz, il produttore Roger Corman ha realizzato tre sequel del film: Alterazione genetica II (1990), Watchers III (1994) e Watchers Reborn (1998).